# Шалимов, Алексей Алексеевич
Алексей Алексеевич Шалимов (13 марта 1913 — 2 октября 1943) — командир 1177-го истребительно-противотанкового артиллерийского полка 7-й гвардейской истребительно-противотанковой артиллерийской бригады 47-й армии Воронежского фронта, подполковник. Герой Советского Союза.

## Биография
Родился 13 марта 1913 года на станции «Будагово» ныне Тулунского района Иркутской области в семье железнодорожника. Учился в Иргейской и Нижнеудинской школах, окончив 10 классов.
В 1933 году призван в Красную Армию. В 1937 году окончил артиллерийское отделение Омской пехотной школы. Участник советско-финской войны 1939-1940 годов. Член ВКП(б) с 1939 года. На фронте в Великую Отечественную войну с июня 1941, то есть с первых её дней.
В 1942 году командир дивизиона 421-го армейского артиллерийского полка.
В последующем командир 1177-го истребительно-противотанкового артиллерийского полка майор Алексей Шалимов особо отличился при отражении атак неприятеля на белгородском направлении в ходе Курской битвы.
Только за 6 и 7 июля 1943 года вверенный майору Шалимову полк подбил восемьдесят девять танков, в том числе тридцать пять тяжёлых.
2 октября 1943 года гитлеровцам удалось потеснить советские войска на правом берегу Днепра в районе села Лепляво Каневского района Черкасской области Украины. 1177-й истребительно-противотанковый артиллерийский полк, ведя огонь прямой наводкой, отбил вражеские атаки и восстановил положение. В этом бою командир-артиллерист погиб. А вскоре пришёл приказ о присвоении майору Шалимову А. А. воинского звания «подполковник».
Похоронен в селе Лепляво Каневского района Черкасской области Украины.
Указом Президиума Верховного Совета СССР от 24 декабря 1943 года за умелое командование артиллерийским полком, образцовое выполнение боевых заданий командования и проявленные при этом мужество и героизм подполковнику Шалимову Алексею Алексеевичу посмертно присвоено звание Героя Советского Союза.
Награждён двумя орденами Ленина, орденом Красного Знамени.
Именем Героя названы Будаговская средняя школа, а в 2000 году, восстановленная в ней пионерская организация, Дом пионеров в городе Тулун Иркутской области.